# Corythornis
Corythornis är ett fågelsläkte i familjen kungsfiskare inom ordningen praktfåglar. Släktet omfattar vanligtvis fyra afrikanska arter som tidigare inkluderades i Ceyx, Ispidina eller Alcedo men nu urskiljs i ett eget släkte:
- Rostvit kungsfiskare (C. madagascariensis)
- Vitbukig kungsfiskare (C. leucogaster)
- Malakitkungsfiskare (C. cristatus)
  - "Príncipekungsfiskare" (C. [c.] nais) – urskiljs som egen art av Birdlife International
  - "Sãotomékungsfiskare" (C. [c.] thomensis) – urskiljs som egen art av Birdlife International
- Madagaskarkungsfiskare (C. vintsioides)